# Björn Yttling
Björn Daniel Arne Yttling (Umeå, 16 ottobre 1974) è un produttore discografico e musicista svedese.
È membro del gruppo Peter Bjorn and John e, come produttore, ha collaborato anche con Sahara Hotnights, Shout Out Louds, Taken by Trees, Primal Scream, Lykke Li, Franz Ferdinand, Primal Scream e Robyn.